# Сибли (Айова)
Сибли (англ. Sibley) — крупнейший город и административный центр в округе Осеола в штате Айова в Соединённых Штатах Америки.
Согласно результатам переписи населения США, проведённой в 2020 году, число жителей города составляло 2860 человек, что, для такого небольшого населённого пункта, существенно больше (+ 2.2%), чем было во время предыдущей переписи прошедшей в 2010 году (2798 человек).

## История
Сибли — старейший город округа Оцеола; он был основан в 1872 году во время строительства железной дороги Су-Сити & Сент-Пол, проходящей через эти земли. Сообщество было названо в честь Генри Хейстингса Сибли, выдающегося генерала времен Дакотской войны 1862 года известной также как Восстание сиу, который впоследствии стал первым губернатором Миннесоты.
Помимо железной дороги, через город проходит несколько автомагистралей, что делает его значительным транспортным узлом региона.

## География
Город находится на высоте около 462 метров над уровнем моря. В соответствии с данными указанными на сайте центрального статистического органа страны — Бюро переписи населения США, общая площадь города составляет 1,68 квадратных мили (4,35 км²) и вся эта территория представляет собой сушу.